# لاتزاته
لاتزاته (به ایتالیایی: Lazzate) یک کومونه در ایتالیا است که در استان مونتزا و بریانتزا واقع شده‌است.

## خصوصیات
لاتزاته ۵٫۳ کیلومترمربع مساحت و ۶٬۸۶۴ نفر جمعیت دارد و ۲۶۰ متر بالاتر از سطح دریا واقع شده‌است.